# Narva-tank

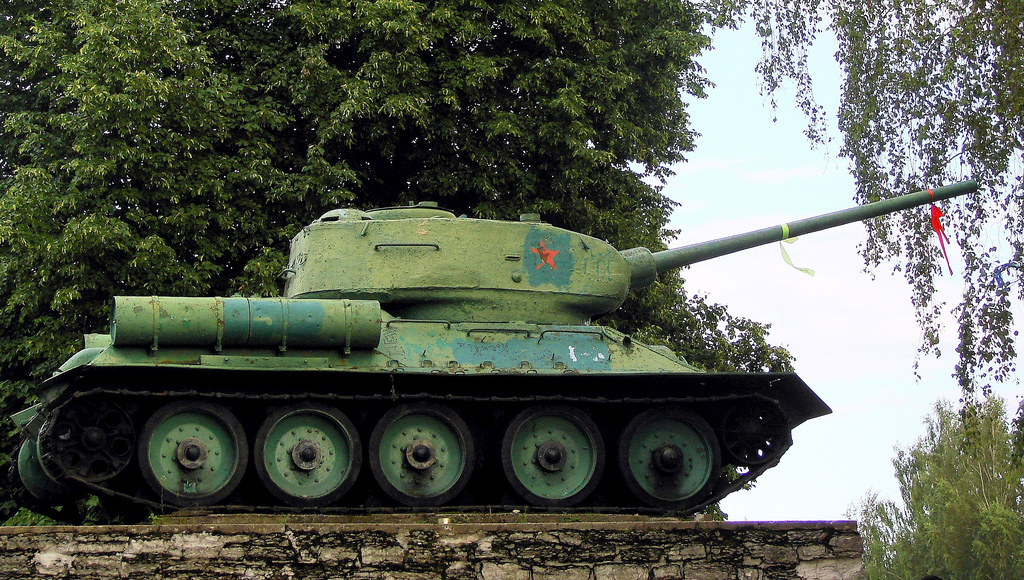
de Narva-tank in 2007

De Narva-tank was een monument in de stad Narva, Estland, ter herdenking van de inname van de stad door het Rode Leger tijdens de Tweede Wereldoorlog. Het monument bestond uit een T-34-tank die op een voetstuk was geplaatst. Het werd op 9 mei 1970 geopend.

## Beschrijving
Het monument stond op Jõesuu-straat in Narva, op de plek waar op 25-26 juli 1944 de troepen van het Leningradfront onder leiding van generaal Ivan Fedjoeninski de rivier de Narva overstaken tijdens het offensief tegen de Duitse troepen. De tank stond dwars op de rivier, met de neus naar het zuidwesten. Op het voetstuk stond een tweetalige inscriptie ter herinnering aan de gebeurtenissen.

## Verplaatsing
In augustus 2022 werd besloten om het monument te verwijderen, als onderdeel van een bredere discussie over het verwijderen van Sovjetmonumenten in Estland. De discussie werd mede aangewakkerd door de oorlog in Oekraïne, die in 2014 uitbrak. De verplaatsing van de Narva-tank vond plaats op 16 augustus 2022 en de tank werd overgebracht naar het Estse Oorlogsmuseum in Viimsi. Het oorspronkelijke voetstuk van de tank werd gesloopt.

## Reacties en vervolg
De verplaatsing van de Narva-tank veroorzaakte verschillende reacties en discussies. In Rusland werd aangekondigd dat er een kopie van de tank zou worden geplaatst aan de Russische zijde van de grensovergang Narva-Ivangorod. Op 11 september 2022 vond de feestelijke opening van het nieuwe tankmonument plaats. In Estland werd ook gekeken naar de herbestemming van de voormalige locatie van de tank. Het verwijderen en verplaatsen van Sovjetmonumenten in Estland maakt deel uit van een bredere discussie over het omgaan met het communistische verleden en de symbolen die daarmee verbonden zijn. Deze maatregelen hebben echter ook spanningen veroorzaakt, met name met de etnisch Russische minderheid in Estland.